# Clogher Head SAC
Clogher Head SAC este o arie protejată (arie specială de conservare — SAC, sit de importanță comunitară — SCI) din Irlanda întinsă pe o suprafață de 23,1 ha, integral pe uscat.

## Localizare
Centrul sitului Clogher Head SAC este situat la coordonatele 53°47′35″N 6°13′14″W / 53.793189°N 6.220524°V.

## Înființare
Situl Clogher Head SAC a fost declarat sit de importanță comunitară în mai 1998 pentru a proteja un număr necunoscut de specii din flora spontană și fauna sălbatică aflate în arealul zonei. Situl a fost protejat și ca arie specială de conservare în noiembrie 2019.

## Biodiversitate
Situată în ecoregiunea atlantică, aria protejată conține 2 habitate naturale: Faleze cu vegetație de pe coastele atlantice și baltice, Pajiști uscate europene.
La baza desemnării sitului se află un număr nedeclarat de specii protejate.
Pe lângă speciile protejate, pe teritoriul sitului au mai fost identificate 4 specii de plante.